# Ferd Crone

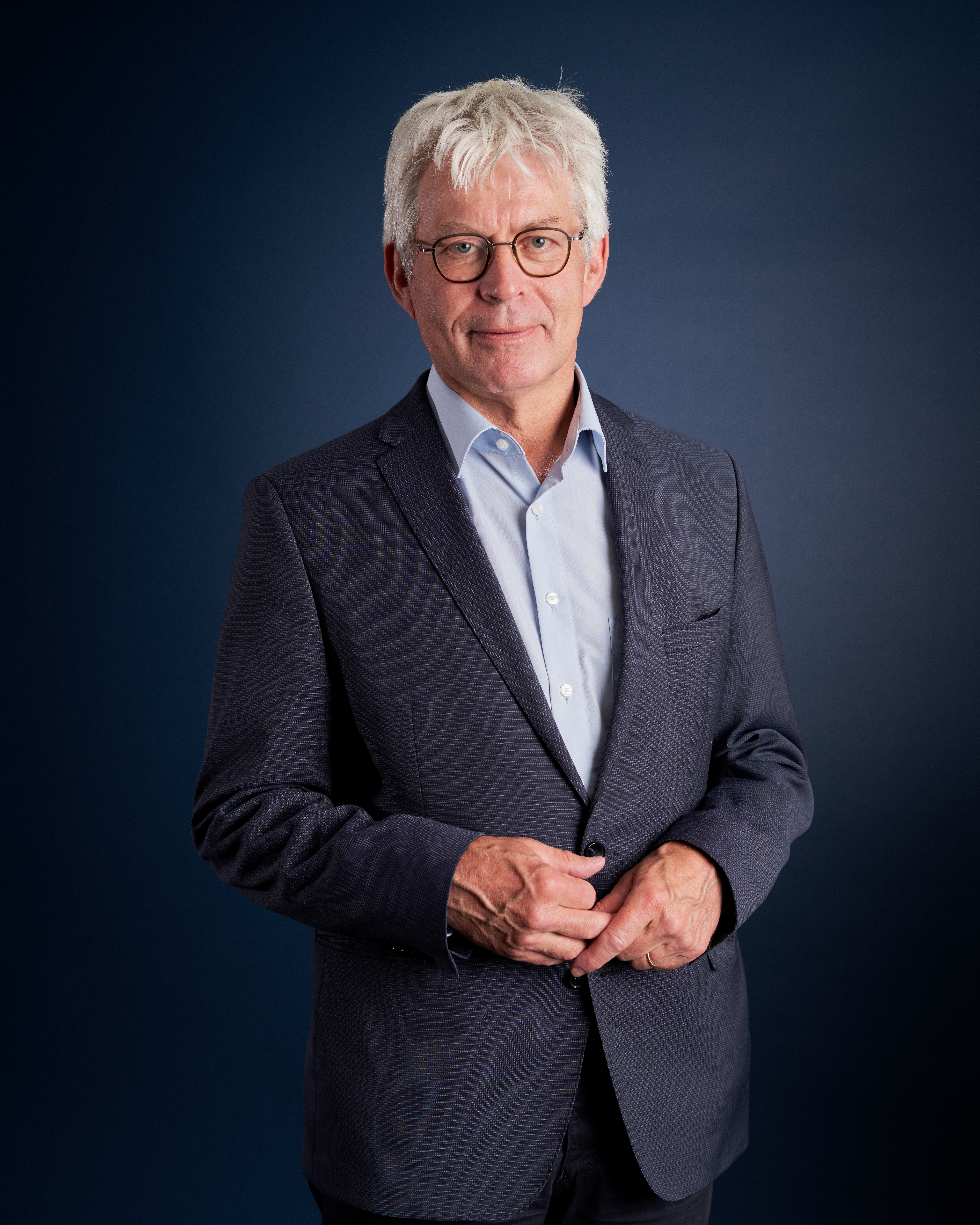
Ferd Crone, 2022

Ferdinandus Johannes Maria Crone (nascido em 19 de julho de 1954) é um político holandês . Ele nasceu em Dordrecht em 1954. Em 15 de novembro de 2007, ele tornou-se prefeito de Leeuwarden. Ele permaneceu prefeito até 26 de agosto de 2019, quando foi substituído por Sybrand Buma. Desde fevereiro de 2020 ele é membro da Primeira Câmara dos Estados Gerais.
Ele foi nomeado cavaleiro da Ordem de Orange Nassau em 15 de novembro de 2007.